# Koelmiddel

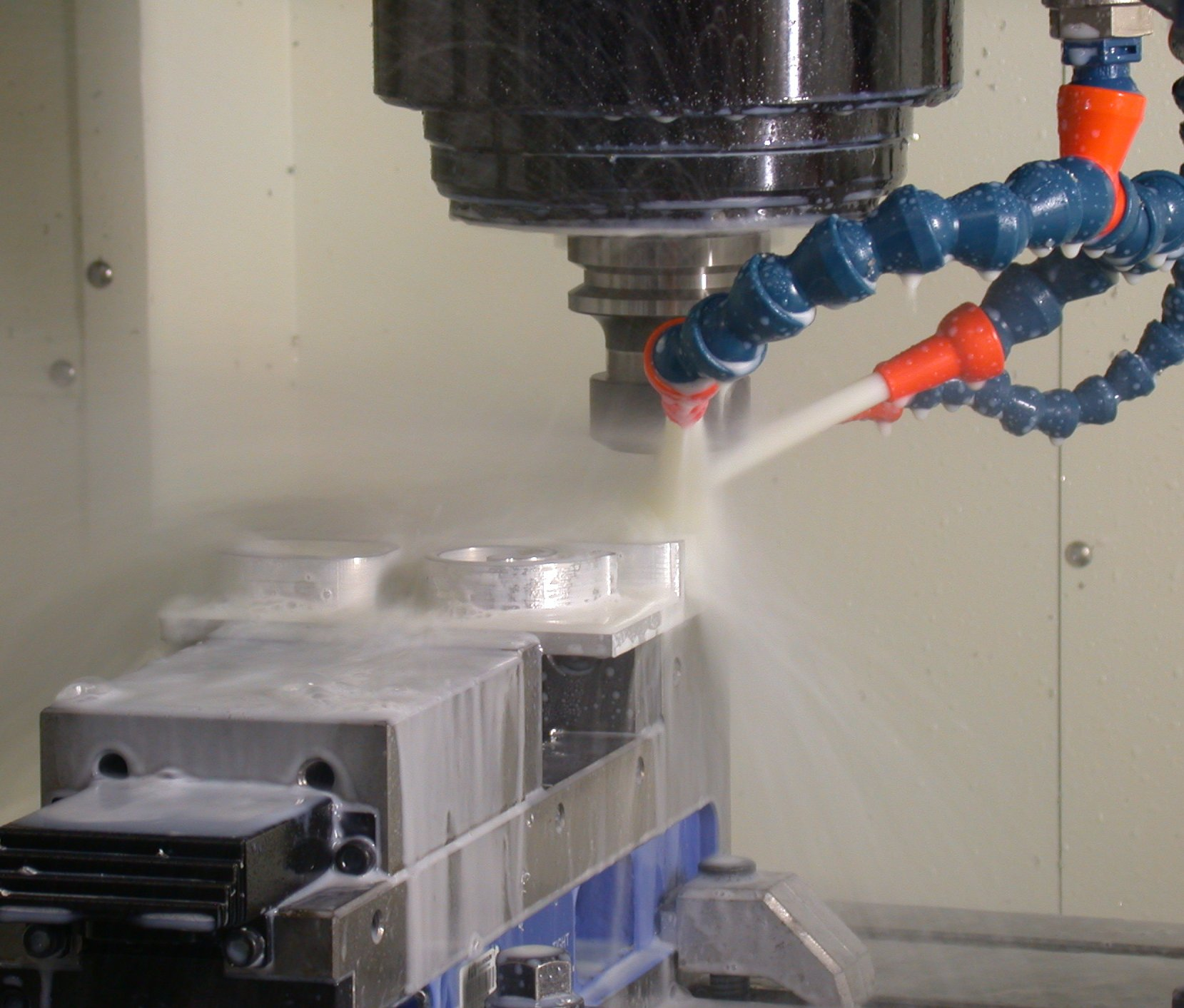
Koelmiddel wordt gebruikt bij het frezen van een stuk metaal.

Een koelmiddel is een stof die dient voor het transporteren (afvoeren) van warmte. Het kan zowel gaan om het afvoeren van 'ongewenste' warmte (zoals bij automotoren, zie koelvloeistof (auto)) als om het afvoeren van de warmte om die vervolgens nuttig te gebruiken, zoals in energiecentrales. Koelmiddelen kunnen vloeibaar of gasvormig zijn. In het eerste geval spreekt men vaak van een koelvloeistof. Wanneer het medium bovendien van fase verandert en gebruikt wordt om een object of ruimte te koelen tot beneden de omgevingstemperatuur, spreekt men ook wel van een koudemiddel ter onderscheiding van een 'passief' koelmiddel dat slechts tot (iets boven) de omgevingstemperatuur kan koelen.

## Enkele toepassingen
Motoren
Bij motoren met inwendige verbranding ontstaat doorgaans veel warmte die niet nuttig gebruikt kan worden, maar die wel moet worden afgevoerd om de motor niet te beschadigen. Bij de consument is dit aspect vooral bekend van de automotor, die soms luchtgekoeld is, maar meestal afhankelijk is van water of een speciale koelvloeistof.
Energiecentrales
Bij thermische energiecentrales wordt doorgaans warmte opgewekt die elders gebruikt wordt en dus afgevoerd moet worden. Men spreekt dan meestal niet van koelmiddel, behalve bij kerncentrales, waar het afvoeren van de warmte ook noodzakelijk is voor de beheersing van de installatie, zie onder. Wanneer de warmte gebruikt wordt om in een gesloten circuit stoom te genereren, moet de stoom voorbij de turbine opnieuw vloeibaar worden gemaakt. Dit gebeurt in een condensor waar koelwater voor de benodigde afkoeling zorgt.
Kernreactoren
Kernreactoren wekken meestal zoveel warmte op dat die moet worden afgevoerd. Dit geldt zeker voor kerncentrales, waar de warmte ook wordt gebruikt om via een turbine elektrische energie op te wekken, maar ook voor de meeste reactoren die niet voor energieproductie bedoeld zijn, zoals onderzoeksreactoren. Als koelmiddel kan water worden gebruikt wanneer de modererende eigenschap van water ook gewenst is, of zwaar water wanneer betere moderatie nodig is. In andere gevallen gebruikt men bijvoorbeeld een inert gas (koolstofdioxide of helium) of vloeibaar metaal (zie kweekreactor).
Metaalbewerking
Bij veel verspanende bewerkingen, zoals boren en frezen, komt veel warmte vrij door wrijving. Om te voorkomen dat het werkstuk of werktuig beschadigd raakt door de hoge temperaturen, past men in bepaalde gevallen een koelmiddel toe, doorgaans een vloeistof. Zo'n vloeistof dient vaak tevens als smeermiddel.